# Michael Sergio
Michael Sergio es un actor, productor y director estadounidense.

## Carrera
Michael Sergio comenzó como actor en 1983 en la película The House on Sorority Row. Ha dirigido y producido películas como Astoria Fix y Under Hellgate Bridge, entre otras.

## Filmografía

### Películas como actor
- Men of Respect (1990) .... Jamesy
- Simple Justice (1990)
- The House on Sorority Row (1983) .... Rick

### Series de televisión
- Square One TV .... Sargento Abruzzi (1 episodio: Episode #5.20, 1992)
- Lifestories: Families in Crisis .... Mark Carlson (1 episodio: "Gunplay: The Last Day in the Life of Brian Darling", 1992)
- Mathnet .... Sargento Abruzzi (3 episodios, 1990-1991)
- Loving .... Gus (1986-1987)
- ABC Afterschool Specials .... Sr. Burkett (1 episodio: "Getting Even: A Wimp's Revenge", 1986)

### Películas como Productor
- Take Out (2004)
- The Holy Land (2001)
- The Blue Marble (2001)
- Under Hellgate Bridge (2000)
- Astoria Fix (1997)

### Películas como Director
- Under Hellgate Bridge (2000)
- Astoria Fix (1997)
- Creating The Wizard of Oz on Ice (1995)